# テレビでハングル講座
テレビでハングル講座（テレビでハングルこうざ）は、2008年4月1日から2022年4月1日まで、NHK教育テレビジョン→NHK Eテレにて放送されていた朝鮮語の語学番組である。

## 概要
前身は1984年度から24年間に渡り、テレビとラジオ同一タイトルで放送された『안녕하십니까? ハングル講座』。語学講座の刷新により、ドイツ語・フランス語・スペイン語・イタリア語・中国語とともに、タイトルが改められた。
なお、『ハングル講座』というタイトルの由来については、『안녕하십니까? ハングル講座』の項を参照のこと。
本名義での放送は2021年度いっぱいで終了し、2022年度からは『ハングルッ!ナビ』にリニューアル。

## 放送時間
2008年度
教育テレビ
本放送：火曜日 23:30 - 23:55
再放送：翌週日曜日 6:00 - 6:25
このほか、デジタル教育マルチ3chでも放送。
2009年度
教育テレビ
本放送：水曜日 0:00 - 0:25（火曜日深夜）
再放送：木曜日 6:00 - 6:25、翌週月曜日 12:30 - 12:55
このほか、デジタル教育マルチ3chとNHKワンセグ2でも放送。
2010年度
教育テレビ
本放送：水曜日 0:00 - 0:25（火曜日深夜）
再放送：土曜日 6:35 - 7:00
このほか、デジタル教育マルチ3chとNHKワンセグ2でも放送。
2011年度
教育テレビ（Eテレ）
本放送：火曜日 23:00 - 23:25
再放送：土曜日 6:00 - 6:25
このほか、デジタル教育マルチ3ch（Eテレマルチ3ch）とNHKワンセグ2でも放送。
2012年度 - 2014年度
Eテレ（教育テレビ）
本放送：月曜日 22:00 - 22:25
再放送：土曜日 6:00 - 6:25
このほか、Eテレマルチ3chとNHKワンセグ2でも放送。また、その週の本放送終了後から、NHKオンデマンドでも配信され、視聴可能。
2015年度
Eテレ（教育テレビ）
本放送：水曜日 23:00 - 23:25
再放送：土曜日 5:30 - 5:55
2016年度 ‐ 2020年度
Eテレ（教育テレビ）
本放送：水曜日 23:30 - 23:55
再放送：金曜日 6:00 - 6:25
2021年度
Eテレ（教育テレビ）
本放送：水曜日 22:55 - 23:20
再放送：金曜日 6:00 - 6:25

## 出演者
2008年度
- 講師：イ・ユニ（李允希、이윤희。東京成徳大学人文学部教授）
- 生徒：ノーマ（モデル。佐賀県生まれ）
- ネイティブゲスト：ヒョンギ（金鉉起、김현기。KBSワールドラジオパーソナリティ、MC、お笑いタレントなど万能エンターテイナー。ソウル生まれ）、金景太（俳優。千葉県生まれ韓国育ち）
- 音楽コーナー：Zero（歌手。ソウル生まれ）
- 今日のスキット：ウ・ヒョンジェ、ヨンア、キム・ヒョニ、イム・ヒョンギョン、パク・ソンウン
- 百合恵のコリアタウン探検：パク・ソンウン、チョン・ソンヒ、ミョンジュ
- 내 사랑♡미유키 〜ミユキ・マイラブ〜：イ・スンヒ、キム・ジャンヒョン、ソン・ジヨン、ソン・ヒスン、チェ・ウンジョン
- 現地リポート!イマドキ韓国：キム・ジス、イ・チャンジュ

2009年度
- 講師：チョ・ヒチョル
- 生徒：ますだおかだ増田（漫才師。大阪府生まれ）
- ネイティブゲスト：ヨンア（金榮兒、김영아。モデル・タレント。ソウル生まれ）、コン・テユ
- キャラクター：ホランイ（호랑이）くん
- 基本のひと言：ソ・ドヨン、コ・ユソン、トロットナイトキング
- 私、マネージャーになります!：上記と同じ出演者
- 俺たちが主役です!：オ・ジホ、塩田貞治、トロットナイトキング
- 韓流リポート：（4月 - 5月）ジョンミン（SS501）、（6月）イワン、（7月 - 8月）ペク・ソンヒョン、（9月 - 10月）キム・ジュン、（11月）MtoM、（12月 - 1月）イム・ジュファン、（2月）イ・ジュン (MBLAQ)

2010年度
- 講師：チョ・ヒチョル（曺喜澈、조희철。東海大学外国語教育センター教授）
- 生徒：細川茂樹（俳優。岐阜県生まれ）
- ネイティブゲスト：ヨンア、コン・テユ（孔大維、공대유。俳優。神奈川県生まれ）
- 基本のあいさつ：ユン・サンヒョン、キム・ジュン（T-MAX）、リュ・サンクウ、チェ・ウォンジュン、イ・セナ
- 実践会話編 〜ハングルでひとり旅〜：上記と同じ出演者
- ソウルの恋人〜서울의 연인〜：ユ・ゴン、パク・ククソン、セ・イソク、チャン・ギョンヒ、パク・ウンサン
- 朝鮮料理：イ・ヘジョン、（4月 - 6月／3月）アレックス（クラジクワイ）、（7月 - 9月／3月）ノ・ミヌ、（10月 - 12月／3月）パク・キウン、（1月 - 2月）アン・ヨンジュン

2011年度
- 講師：チャン・ウニョン
- 生徒：大沢あかね（タレント。大阪府生まれ）
- ネイティブゲスト：藤原倫己、Jisong
- 超新星☆とっておきハングル：超新星
- 会話の1歩 基本フレーズを覚えよう：イ・ジュニョク、キム・ミジョン、クォン・ウジョン、ファン・インチョン、チェ・ウシク
- 夢に向かって! かなのソウル日記：イ・ジュニョク、キム・ミジョン、クォン・ウジョン、ファン・インチョン、チェ・ウシク、ハ・スヨン
- 夢に向かって!part2 韓国料理に挑戦：チョン・ジフ、キム・スア、パク・チュンソ、イ・ダソム、キム・ジナ、ホン・シネ
- エリア別! ソウル案内：ユン・インボム（5月 - 6月）、イム・マヌエル（7月 - 8月）、キム・ギヒョク（9月 - 10月）、パク・チェミン（11月 - 12月）、ワンベ（1月 - 2月）

2012年度
- 講師：チャン・ウニョン（張銀英、장은영。東京大学、津田塾大学講師・NHK国際放送局アナウンサー）
- 生徒：コウケンテツ（料理研究家。大阪府生まれ）
- ネイティブゲスト：藤原倫己、Jisong（ソプラノシンガー。ソウル生まれ）
- 2PMのワンポイントハングル：2PM
- まずはここから! 基本のひとこと：チョン・ソンウン、イ・セラン、イ・ヘジン、キム・ヘナ
- 母娘ふたり旅 ドキドキ♡韓国：チョン・ソンウン、イ・セラン、イ・ヘジン、キム・ヘナ、パク・チョンゴン
- ウチの息子はK☆POPスター!?：チュ・サンウク、パク・サンイル、キム・ヘリョン、ノ・ユンジョン、チョ・ダソル、イ・テハ、キム・ヘリョン

2013年度
- 講師：木内明
- 生徒：はるな愛（タレント。大阪府生まれ）
- ネイティブゲスト：藤原倫己（タレント・俳優。東京都生まれ）、ファン・ドゥファン(Apeace)（K-POP男性アイドル。韓国生まれ）、ジヒョン（モデル。韓国生まれ）
- キャラクター：いぇっぴぃ
- 2PMのワンポイントハングル〜Season2〜：2PM
- いぇっぴぃのソウルリポート：キム・シフ、キム・ギョンイル、キム・グリム、キム・ハヤン、イム・マヌエル
- いぇっぴぃの韓国縦断リポート：イ・テソク、チェ・シヒョク、クァク・ヒソン
- 1,2,3 ステップアップ・ハングル：コウケンテツ

2014年度
- 講師：木内明（東洋大学准教授。静岡県生まれ）
- 生徒：磯山さやか（タレント。茨城県生まれ）
- ネイティブゲスト：Se.N（歌手。韓国生まれ）、JURAN（女優・モデル。韓国生まれ）
- FTISLANDのハングル▶ライブ：FTISLAND
- スキットドラマ：チョン・イル、キム・ダビ、キム・ミンソン、キム・ヨンジン、カン・ヒョクイル、アン・ウンヒ
- ハングル de おもてなし：ファン・ドゥファン（Apeace）

2015年度
- 講師：キム・スノク
- 生徒：ハリー杉山
- ネイティブゲスト：シン・ウィス
- 会話練習：FTISLAND

2016年度
- 講師：キム・スノク（武蔵大学講師）
- 生徒：渡部秀
- ネイティブゲスト：シン・ウィス
- 会話練習：GOT7

2017年度
- 講師：キム・スノク
- 生徒：桜井玲香（乃木坂46）
- ネイティブゲスト：シン・ウィス
- 会話練習：GOT7

2018年度
- 講師：阪堂千津子
- 生徒：大貫亜美（PUFFY）
- ネイティブゲスト：シン・ウィス
- ナビゲーター：ソン・シギョン、ベック

2019年度
- 講師：阪堂千津子
- 生徒：吉原雅斗（BOYS AND MEN）
- ネイティブゲスト：K
- スキットドラマ 僕らのまごころSHOW日記：シン・ウィス、ホン・ヨンギ、JUNE
- ソン・シギョンの premium 서재 토크：ソン・シギョン

2020年度
- 講師：チャン・ウニョン（津田塾大学講師）
- 生徒：満島真之介（俳優。沖縄県生まれ）
- ネイティブゲスト：K
- スキットドラマ 僕らのまごころSHOW日記2：シン・ウィス、ホン・ヨンギ、JUNE
- ソン・シギョンの설레는 말 고운 말：ソン・シギョン

2021年度
- 講師：チャン・ウニョン（津田塾大学講師）
- 生徒：満島真之介（俳優。沖縄県生まれ）
- ネイティブゲスト：K
- スキットドラマ 고운 말家の人々：シン・ウィス、JUNE、ヨンア